# 黄彻
黄彻（1093年—1168年），字常明，号太甲，晚号巩溪居士，福建莆田人。

## 生平
北宋宣和六年(1124年)进士（沈晦榜），初授辰溪县丞。 北宋靖康元年（1126），升辰溪县令。在辰溪任令五年，以才干过人，政绩突出被人称道。 南宋绍兴元年（1131），授职沅州军事判官。郎将汪长源与瑶族首领结怨，彼聚众数万，扬言要攻打城池，一时人心惶恐。黄彻奋不顾身，入其巢穴，晓以祸福利害，首领愧悔，率众谢罪，沅州得以保全。 绍兴五年（1135），调任麻阳县令，遭巨寇曹成之骚扰，率众数千侵袭。黄彻计擒首犯，贼众宵遁。绍兴九年（1139），历嘉鱼县令。 绍兴十二年（1142）壬戌，迁平江县令，任职半年，帅漕司转运判官，处之宾幕。邑士民千余人，到都督行府申请还任，丞相张浚应允其事，乃复任。在平江居官四年，所至人爱，所去见思。绍兴十五年（1145），有权贵寄产于县境，侵夺民众利益，黄彻不畏强暴，立案严查。因得罪权势，反遭诬陷、打击，愤而弃官归里，终老于家。
黄彻学问博深，在寓居兴化巩溪的五年间，著有《巩溪诗话》十卷，入载《四库全书》。  有子四：曰丰、廓、府、廙。以三子黄府最为知名，官潭州长沙知县，赠通奉大夫、平海军节度判官，加一品衔，副都统累赠光禄大夫太师。
黄彻卒于宋乾道四年（1168）九月，终年七十有五。宦迹入《通志》。